# Васильев, Вячеслав Николаевич
Вячесла́в Никола́евич Васи́льев (18 мая 1953, Дзауджикау — 14 сентября 2022) — советский футболист, защитник, нападающий, полузащитник.
Начинал играть в 1971 году во второй лиге в «Спартаке» Семипалатинск. В 1974 году провёл четыре матча в высшей лиге в составе «Кайрата» Алма-Ата. В 1975 году вернулся в «Спартак». 1976 год отыграл в «Чкаловце» Новосибирск. В 1977—1984 годах выступал за «Спартак» Орджоникидзе, завершил карьеру в 1985 году в «Тереке» Грозный.
Брат-близнец Владимир также футболист.
Умер 14 сентября 2022 года.